# Przedsiębiorstwo Komunikacji Samochodowej w Skierniewicach
Przedsiębiorstwo Komunikacji Samochodowej w Skierniewicach Sp. z o.o. – przedsiębiorstwo z siedzibą w Skierniewicach, zajmujące się transportem zbiorowym (autobusowym), głównie na terenie powiatów: brzezińskiego, łowickiego, rawskiego i skierniewickiego oraz gminy Głowno. Powstało 11 listopada 2005 na skutek prywatyzacji powstałego po II wojnie światowej oddziału, a od 1990 roku Przedsiębiorstwa Państwowej Komunikacji Samochodowej w Skierniewicach.
Spółka prowadzi placówki terenowe w Łowiczu i Rawie Mazowieckiej. Zdecydowaną większość taboru autobusowego stanowią pojazdy typu Autosan H9. Przedsiębiorstwo dysponuje również samochodami ciężarowymi marek MAN i Renault.
Przewoźnik zarządza czterema dworcami autobusowymi w następujących miejscowościach:
- Skierniewice
- Łowicz
- Rawa Mazowiecka
- Brzeziny